# Верхнелачентау
Верхнелачентау (баш. Үрге Ыласынтау) — село в Бирском районе Башкортостана, центр Верхнелачентауского сельсовета.

## Население
| 2002 | 2009 | 2010 |
| ---- | ---- | ---- |
| 285  | ↘263 | ↘238 |

Согласно переписи 2002 года, преобладающая национальность — башкиры (84 %).

### Языковой состав
Согласно Всероссийской переписи населения 2020 года родными языками населения являлись: татарский — 90,7 %, башкирский — 2,6 %, русский — 2 %.

## Географическое положение
Находится на берегу реки Белой.
Расстояние до:
- районного центра (Бирск): 27 км.

## Известные уроженцы
- Нуриев, Зия Нуриевич (21 марта 1915 года — 19 октября 2012 года) — выдающийся советский партийный и государственный деятель, Первый секретарь Башкирского обкома КПСС (1957-1969 гг.),  депутат Верховного Совета СССР (1954—86 гг.), член ЦК КПСС (1961—86 гг.), Герой Социалистического Труда (1975).